# Distretto di Upper Dir
Il Distretto di Upper Dir (in pashto پورتنۍ دیر ولسوالۍ; in urdu ضلع دیر بالا) si trova nella parte nord-occidentale della provincia di Khyber Pakhtunkhwa, in Pakistan. È parte della Divisione di Malakand, che comprende anche altri distretti, tra cui Lower Dir, Swat, Shangla, Buner e Chitral. Upper Dir è geograficamente caratterizzato da catene montuose, valli verdeggianti, fiumi impetuosi e un clima che varia in funzione dell'altitudine. La popolazione, in maggioranza di etnia pashtun, si distribuisce in villaggi e piccoli centri urbani costruiti lungo i corsi d'acqua e sui versanti montani.
La storia di Upper Dir è strettamente legata a quella dell'antico Stato principesco di Dir, retto da dinastie locali prima di entrare a far parte del Pakistan. Nel 1996 l'antico Distretto di Dir fu suddiviso in due distretti separati, Upper Dir e Lower Dir, per meglio amministrare l'area e gestire i servizi pubblici. Da allora, la città di Dir (conosciuta anche come Dir Khas o Dir Town) è considerata il centro principale di Upper Dir, sede di uffici amministrativi e polo commerciale per le aree circostanti.

## Storia
Le vicende storiche di Upper Dir sono strettamente collegate alle fortune e ai rovesci dell'ex Stato principesco di Dir, che controllava, in epoca precoloniale, gran parte dell'odierna area compresa tra la valle del Panjkora e i rilievi di confine con l'Afghanistan. Per secoli, diverse dinastie locali si contesero il territorio, spesso in lotta con il vicino Stato di Chitral o con i potenti governanti di Swat. Con l'avvento dei Sikh prima e, in seguito, la penetrazione degli inglesi nel subcontinente, il territorio di Dir assunse una valenza strategica nel controllo delle vie di accesso dal nord-ovest.
Nel periodo coloniale britannico, la regione fu oggetto di numerose spedizioni e operazioni militari volte a reprimere la resistenza delle tribù pashtun. L'area rimase tuttavia caratterizzata da un alto grado di autonomia formale, con i governanti locali (chiamati khan o nawab) che amministravano la giustizia e riscuotevano i tributi. Dopo l'indipendenza del Pakistan nel 1947, lo Stato di Dir mantenne uno status speciale fino all'inizio degli anni '70, quando fu progressivamente integrato nella provincia della North-West Frontier Province (oggi Khyber Pakhtunkhwa).
Nel 1996, per ragioni di governance e con l'obiettivo di garantire una migliore erogazione dei servizi alla popolazione, l'ex Distretto di Dir venne scisso in due: Upper Dir e Lower Dir. Upper Dir mantenne la parte settentrionale, con la città di Dir come centro amministrativo. Da allora, la politica locale si è articolata tra le istanze delle comunità tribali, il governo provinciale e gli effetti di alcune dinamiche di sicurezza connesse ai vicini territori di confine.

## Geografia fisica

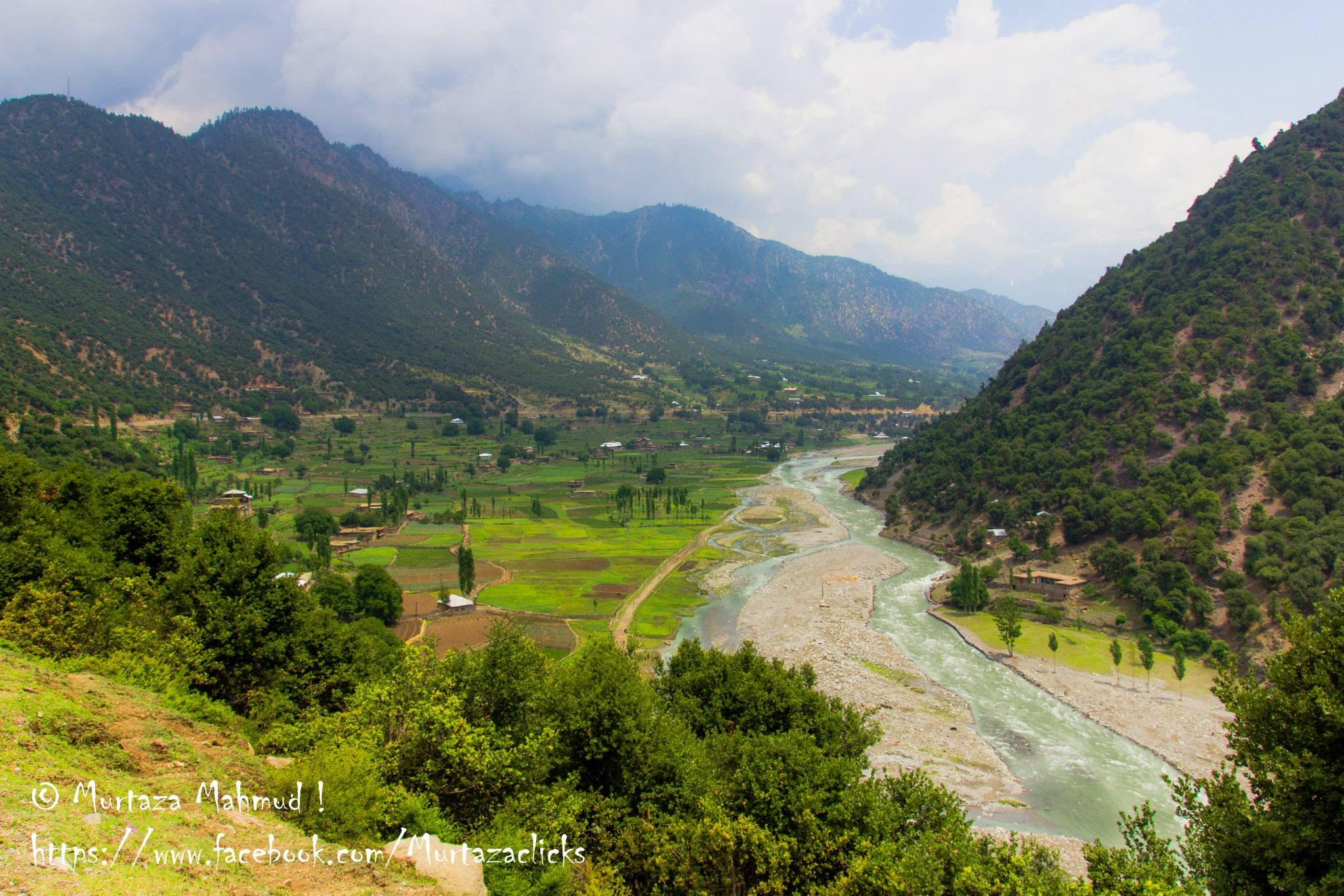
Veduta della Kumrat Valley

Upper Dir si estende su un territorio prevalentemente montuoso, con un'area complessiva che, secondo stime governative, raggiunge circa 3700 chilometri quadrati. Il confine settentrionale lo separa dal Distretto di Chitral, mentre a ovest esso confina con alcune regioni tribali e con l'Afghanistan, attraverso passi di montagna tradizionalmente utilizzati come vie di transito e commercio. A sud e a sud-est si trovano Lower Dir e la parte occidentale del Distretto di Swat, mentre a est vi sono aree montagnose che lo connettono a zone più interne di Khyber Pakhtunkhwa.
La catena montuosa dell'Hindu Kush esercita una notevole influenza sul paesaggio e sul clima. Molte valli laterali si aprono verso il fiume Panjkora, che nasce nei rilievi settentrionali e attraversa il distretto prima di dirigersi verso Lower Dir. L'altitudine varia dai 600-700 metri delle porzioni più basse sino a superare i 4000 metri nei picchi maggiormente elevati. Questa diversità orografica determina condizioni climatiche assai diverse: le vallate inferiori hanno estati temperate e inverni moderatamente freddi, mentre le aree montane affrontano nevicate intense e un clima di tipo alpino durante i mesi invernali.
Le risorse idriche, assicurate dallo scioglimento delle nevi e dalle piogge monsoniche stagionali, consentono la coltivazione di campi terrazzati e l'allevamento. In alcune regioni più isolate, la carenza di infrastrutture e le frequenti frane o valanghe in inverno ostacolano i collegamenti, rendendo difficile l'accesso a mercati o servizi sanitari ed educativi.

## Società

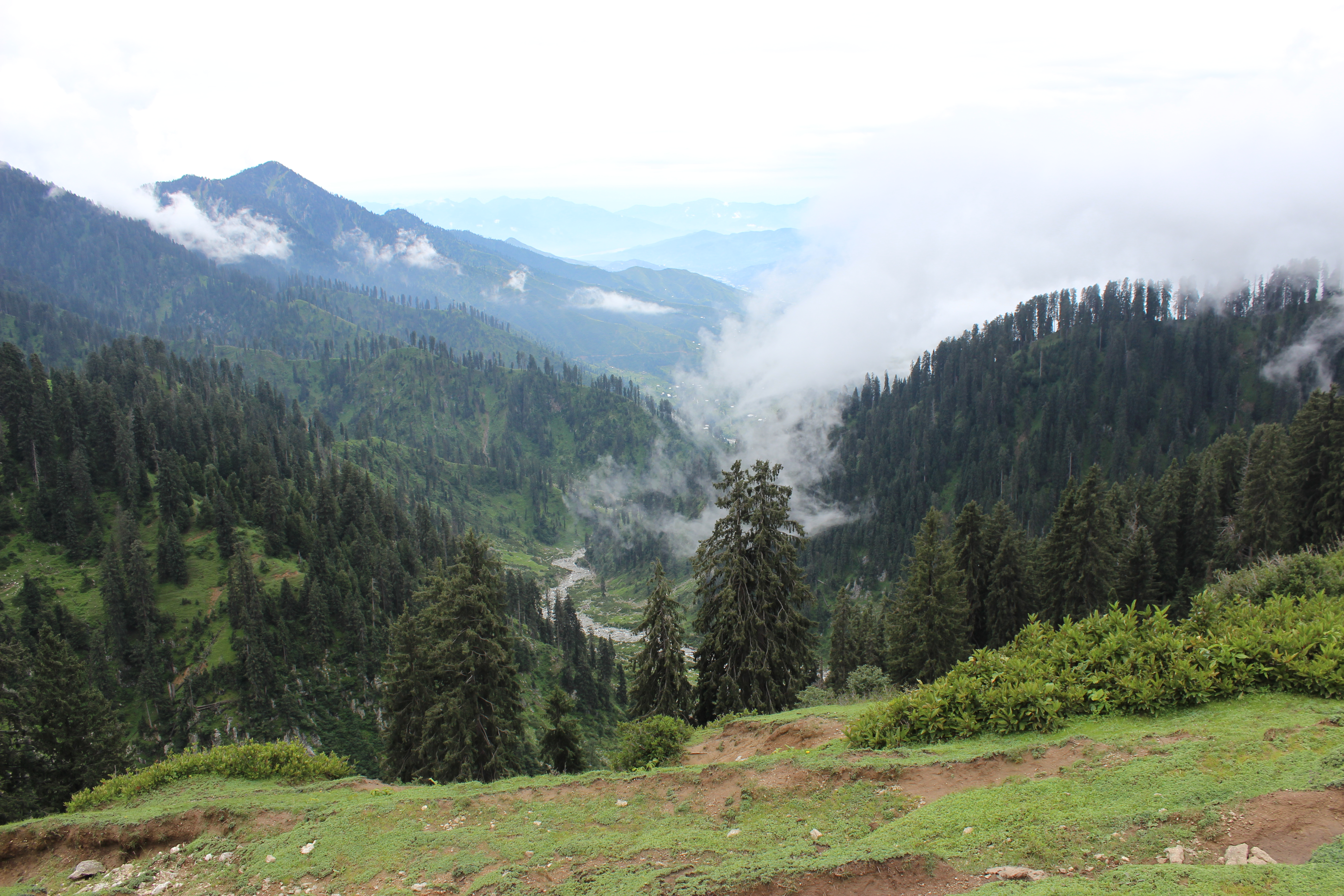

Secondo i dati del censimento pakistano del 2023, la popolazione di Upper Dir supera il milione di abitanti, con un tasso di crescita in linea con le altre aree di Khyber Pakhtunkhwa. La composizione etnica è dominata dai pashtun, che appartengono a diverse tribù (come gli Yousafzai e i Malizai), con minoranze etniche e linguistiche presenti in alcune vallate più isolate (ad esempio gruppi di Gujjar o Kohistani).
La lingua principale è il pashto, anche se l'urdu è utilizzato come lingua di comunicazione interetnica e nei contesti ufficiali. L'islam sunnita, nella sua variante deobandi o barelvi, è la religione predominante, ma nella cultura locale permangono tradizioni tribali e codici di onore (pashtunwali) che regolano la risoluzione dei conflitti, l'ospitalità e i rapporti sociali.
La struttura familiare è spesso di tipo patriarcale e allargato, con clan e lignaggi che vivono in nuclei vicini, condividendo risorse come terre e fonti d'acqua. La condizione femminile risente, in molte aree, di forti limitazioni legate al ruolo tradizionale della donna nella società pashtun. Tuttavia, le riforme educative e alcune iniziative governative hanno iniziato, seppur lentamente, a incidere sul tasso di alfabetizzazione femminile e sulla partecipazione delle donne a determinate attività lavorative fuori dall'ambito domestico.

### Istruzione e sviluppo sociale
Il distretto presenta un livello di alfabetizzazione inferiore alla media nazionale, in particolare tra le donne. Negli ultimi decenni, tuttavia, si sono moltiplicate le iniziative governative e non governative (ONG) volte a costruire scuole, formare insegnanti e incentivare l'istruzione femminile, anche se la resistenza culturale e la scarsità di risorse mantengono i tassi di abbandono scolastico piuttosto elevati. Le aree rurali remote soffrono di carenze croniche di infrastrutture, fra cui la mancanza di strade asfaltate e di trasporti adeguati, che rendono difficile la frequenza regolare degli studenti.
Sul piano sanitario, l'accesso alle cure di base è migliorato negli ultimi anni, grazie a piccoli ospedali o centri di primo soccorso nei tehsil. Rimane però un divario significativo rispetto alle aree urbane del Pakistan: mancano spesso medici specialisti, attrezzature diagnostiche avanzate e medicinali, costringendo la popolazione a lunghi viaggi verso i centri maggiori della provincia per cure più complesse.

## Suddivisione amministrativa
Dal punto di vista amministrativo, il Distretto di Upper Dir è diretto da un Deputy Commissioner, nominato dal governo di Khyber Pakhtunkhwa. Il distretto è suddiviso in tehsil (sottodistretti), che costituiscono il livello intermedio tra l'amministrazione distrettuale e i villaggi. Tra i tehsil principali figurano Dir, Wari e Sheringal, ciascuno con funzioni amministrative di base, come la gestione catastale, il controllo della polizia e l'erogazione di servizi locali.
La maggior parte della popolazione vive in aree rurali e si organizza in villaggi o borghi tradizionali, dove i consigli degli anziani (jirga) continuano a svolgere un ruolo nella mediazione di dispute familiari o tribali. Le istituzioni formali, come i tribunali o le strutture governative, sono spesso concentrate nel capoluogo e nei centri tehsil, costringendo gli abitanti dei villaggi remoti a lunghi spostamenti per questioni legali o amministrative.

## Economia
L'economia di Upper Dir è dominata da un'agricoltura di sussistenza, legata alla coltivazione di cereali (mais, frumento), ortaggi e alberi da frutto (mele, albicocche, noci). Grazie all'altitudine e al clima montano, alcune valli producono frutta di alta qualità, sebbene l'accesso ai mercati resti spesso difficoltoso. L'allevamento (bovini, ovini, caprini) rappresenta un'altra risorsa importante, con numerose famiglie che praticano la transumanza stagionale per sfruttare i pascoli d'alta quota in estate.
Le infrastrutture economiche risentono dell'isolamento geografico, della carenza di strade asfaltate e di trasporti affidabili. Molti giovani maschi lasciano i villaggi per cercare lavoro nelle città più grandi (come Peshawar o Islamabad) oppure nel Golfo Persico, contribuendo così alle rimesse in denaro che sostengono l'economia familiare. La silvicoltura e la lavorazione del legname, pur regolamentate dal governo, costituiscono in alcune zone una fonte di guadagno, benché lo sfruttamento eccessivo dei boschi abbia suscitato problemi di deforestazione.
Il commercio locale si concentra sui mercati di Dir e Wari, dove si scambiano beni di prima necessità, abbigliamento, utensili agricoli e prodotti alimentari. Le piccole botteghe e i bazar giocano un ruolo cruciale nella vita economica quotidiana, anche in mancanza di catene di distribuzione su vasta scala.

### Turismo
Nonostante le limitazioni infrastrutturali, Upper Dir possiede un potenziale turistico notevole, grazie alla presenza di paesaggi montani, valli verdi e fiumi impetuosi. Tra le destinazioni più conosciute si trova la Kumrat Valley, situata nella parte settentrionale del distretto. La valle è rinomata per le sue foreste di conifere, i torrenti limpidi e i prati alpini, elementi che attirano turisti domestici e, in misura minore, visitatori stranieri appassionati di natura e trekking.
Altri siti di interesse includono le aree ai piedi dei passi che collegano Upper Dir al vicino Distretto di Chitral, come il Lowari Pass. Quest'ultimo è noto non solo per la bellezza dei panorami, ma anche per la difficoltà della strada, soprattutto prima della costruzione del tunnel che ha parzialmente semplificato i collegamenti. Il turismo, se adeguatamente sostenuto da infrastrutture e sicurezza, potrebbe incentivare la creazione di strutture ricettive e attività correlate (guide locali, vendita di prodotti artigianali, ristorazione), contribuendo a diversificare l'economia distrettuale.

## Cultura

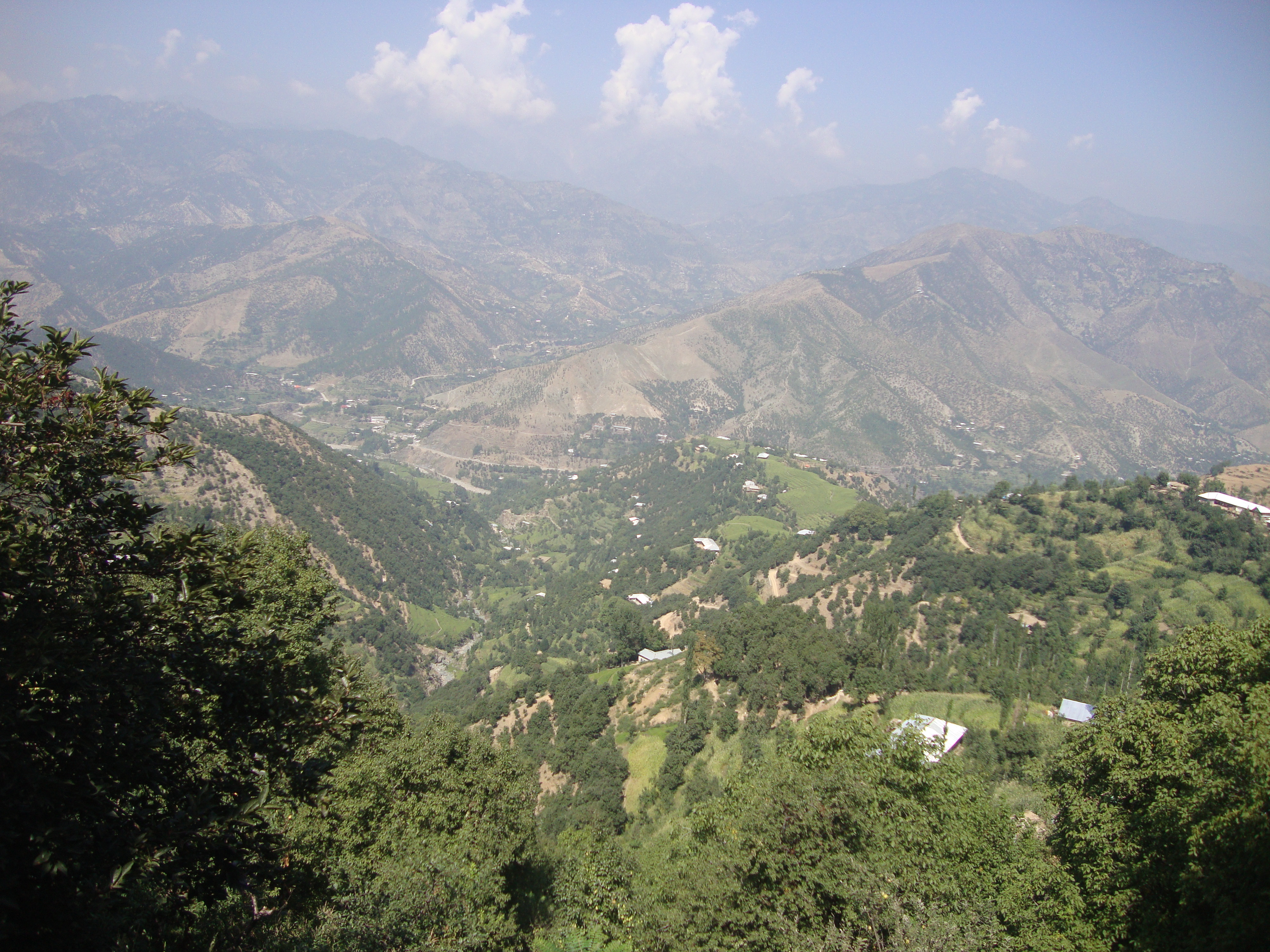

La cultura locale di Upper Dir si manifesta soprattutto nell'abbigliamento tradizionale, nella gastronomia e nelle festività religiose o sociali. Gli uomini vestono con shalwar kameez e copricapi di lana (pakol), tipici delle aree pashtun di montagna. Le donne, la cui presenza in pubblico è spesso limitata, indossano abiti lunghi e coprono la testa con grandi scialli, in linea con le norme di riservatezza della società pashtun tradizionale.
La cucina è semplice e calorica, basata su cereali, carne (spesso ovina o bovina) e prodotti lattiero-caseari derivati dall'allevamento locale. Il pane (chapati o naan) accompagna i piatti principali, insieme a verdure stagionali e legumi. Nei bazar di Dir e Wari, non mancano specialità locali come il kabuli pulao (riso con carne e uvetta) e spiedini di carne alla brace, oltre a bevande calde come tè verde o nero, servite in grande quantità soprattutto durante gli incontri sociali.
Le feste religiose (Eid al-Fitr, Eid al-Adha e altre celebrazioni islamiche) costituiscono i momenti di aggregazione più importanti, quando le famiglie si riuniscono e la solidarietà comunitaria si esprime in forme di dono e ospitalità. Alcune tradizioni tribali, come i jirga (consigli degli anziani) o la pratica di risolvere dispute con compensazioni o intermediazioni claniche, restano rilevanti nella vita quotidiana, in parallelo alle strutture giudiziarie formali introdotte dallo Stato.